# 福島県道72号会津坂下会津本郷線
福島県道72号会津坂下会津本郷線（ふくしまけんどう72ごう あいづばんげあいづほんごうせん）は、福島県河沼郡会津坂下町から大沼郡会津美里町に至る県道（主要地方道）である。

## 概要

### 路線データ
- 起点：河沼郡会津坂下町宮古字天神（国道49号交点）
- 終点：大沼郡会津美里町大石（福島県道23号会津高田上三寄線交点）
- 総延長：14.958km[要出典]
  - 実延長：14.933km[1]

### 道路施設
新宮川橋
- 全長：99.0m
- 幅員：10.0m
- 竣工：1989年[2]

会津坂下町五ノ併、新開津字大戸前から字七反田、開津字台畑に至り、一級水系阿賀野川水系宮川を渡る。

## 歴史
- 1993年（平成5年）5月11日 - 建設省から、県道会津坂下本郷線が会津坂下本郷線として主要地方道に指定される[3]。福島県によって現在の路線名が認定される[4]。

## 地理

### 通過する自治体
- 福島県
  - 河沼郡会津坂下町 - 会津若松市 - 大沼郡会津美里町

### 交差する道路
- 会津坂下町
  - 国道49号（宮古字天神（本郷街道交差点） 起点）
- 会津若松市
  - 福島県道59号会津若松三島線（北会津町下荒井字八幡前）
  - 福島県道152号橋本会津高田線（北会津町中荒井）
  - 国道401号（北会津町両堂字大泉）
- 会津美里町
  - 福島県道130号会津高田会津本郷線（荒井前）
  - 福島県道128号会津若松会津高田線（蛇ノ宮甲）
  - 福島県道23号会津高田上三寄線（大石 終点）

## 沿線
- 会津若松市立荒舘小学校
- 会津若松市立北会津中学校
- 会津若松市役所北会津支所
- 会津若松市立川南小学校
- 楢葉町役場会津美里出張所
- 会津美里町立本郷小学校・本郷中学校
- 会津美里町役場本郷庁舎
- 東北電力ネットワーク本郷変電所